# Robert E. Matteson
 (septembre 2011).
Si vous disposez d'ouvrages ou d'articles de référence ou si vous connaissez des sites web de qualité traitant du thème abordé ici, merci de compléter l'article en donnant les références utiles à sa vérifiabilité et en les liant à la section « Notes et références ».
Robert Eliot Matteson, né à Saint Paul (Minnesota) en 1914 et mort à Saint-Paul en 1994, est un universitaire américain.

## Biographie
Fils de banquier, il est diplômé de Carleton College (Northfield, Minnesota) en 1937 et a reçu sa maîtrise en administration publique de l'Université Harvard en 1940. Il épouse Jane Paetzold (aussi de Saint-Paul) cette même année et enseigne les sciences politiques au Carleton College de 1940 à 1942.
Membre brièvement du département d'État en 1943, il sert ensuite dans la 80e division d'infanterie de la 3e armée des États-Unis du général George Patton (1943-1946), période durant laquelle il obtient la Silver Star pour la capture, dans les Alpes autrichiennes, du général SS et chef du renseignement nazi Ernst Kaltenbrunner.
Après la Seconde Guerre mondiale, il est directeur de recherche pour Harold Stassen (1946-1948) puis lorsque celui-ci devient président de l'Université de Pennsylvanie (1948-1952). Adjoint au président et professeur adjoint des relations internationales, il rejoint en 1953 Harold Stassen dans la Foreign Operations Administration. Toujours associé à Stassen, il est ensuite directeur du personnel de la Maison-Blanche pour le désarmement (1955-1958), poste qu'il occupe sous Eisenhower, d'abord comme assistant à Sherman Adams, chef de cabinet, puis avec le Conseil de la CIA (1959-1962).
Il a ensuite servi dans le contrôle des armements et le désarmement (1962-1967) au Viêt Nam en tant que directeur du programme de pacification civilo-militaire (1967-1968), à l'Agence pour le développement international en tant que directeur de l'Office de la Formation Internationale (1968-1971) et avec le Séminaire exécutif des Affaires étrangères (1971).
Comme premier directeur des études environnementales de l'Institut de Sigurd Olson à Northland College (Ashland, Wisconsin), son travail a consisté principalement au développement du programme et à la collecte de fonds. Plus tard, il devient administrateur de Northland College. Il a maintenu des contacts avec des responsables gouvernementaux, chefs d'entreprises, éducateurs, et les écologistes (en particulier Sigurd Olson).
En tant que résident de la ville de Namekagon, il a également été impliqué avec les autorités locales et régionales des questions environnementales, y compris le zonage et l'impact de l'Apôtre [Quoi ?] national des Îles Lakeshore sur le nord du Wisconsin. En 1976 et 1977, il est président de Quetico-Superior.

## Vie personnelle
Dans la vie personnelle et professionnelle, Matteson a beaucoup voyagé, gardant souvent des revues ou des journaux des déplacements. En outre, jusqu'à la fin des années 1980 quand il a été diagnostiqué avec la maladie de Parkinson, il a été un canoteur passionné, ayant voyagé au Canada, dans le Wisconsin et le Minnesota par diverses voies.